# East Berwick
East Berwick és una concentració de població designada pel cens dels Estats Units a l'estat de Pennsilvània. Segons el cens del 2000 tenia 1.998 habitants.

## Demografia
Segons el cens del 2000, East Berwick tenia 1.998 habitants, 846 habitatges, i 611 famílies. La densitat de població era de 886,7 habitants per quilòmetre quadrat.
Dels 846 habitatges en un 26% hi vivien nens de menys de 18 anys, en un 60,4% hi vivien parelles casades, en un 9% dones solteres, i en un 27,7% no eren unitats familiars. En el 25,2% dels habitatges hi vivien persones soles el 15,5% de les quals corresponia a persones de 65 anys o més que vivien soles. El nombre mitjà de persones vivint en cada habitatge era de 2,36 i el nombre mitjà de persones que vivien en cada família era de 2,79.
Per edats la població es repartia de la següent manera: un 20,4% tenia menys de 18 anys, un 6,1% entre 18 i 24, un 23,5% entre 25 i 44, un 25,8% de 45 a 60 i un 24,1% 65 anys o més.
L'edat mediana era de 45 anys. Per cada 100 dones de 18 o més anys hi havia 87,3 homes.
La renda mediana per habitatge era de 40.489 $ i la renda mediana per família de 46.458 $. Els homes tenien una renda mediana de 30.887 $ mentre que les dones 27.813 $. La renda per capita de la població era de 19.531 $. Entorn del 4,3% de les famílies i el 5,4% de la població estaven per davall del llindar de pobresa.

## Poblacions més properes
El següent diagrama mostra les poblacions més properes.